# Airbus
Airbus S.A.S. (in precedenza Airbus Industrie, conosciuta anche come Airbus Commercial Aircraft) è una società costruttrice di aeromobili con sede a Blagnac, in Francia, interamente controllata dall'omonimo gruppo industriale europeo. È il primo produttore di aerei civili al mondo per numero di consegne avendo superato la rivale statunitense Boeing nella prima metà del 2019.
È membro dell'Istituto europeo per le norme di telecomunicazione (ETSI).

## Storia
Airbus nasce formalmente il 29 maggio del 1969 come consorzio di imprese francesi e tedesche col nome di Airbus Industrie al Salone di Le Bourget del 1969, con le firme dell'allora ministro dei Trasporti francese Jean Chamant e del ministro degli Affari economici tedesco Karl Schiller. Successivamente si aggiungeranno partecipanti spagnoli e britannici, allo scopo di riuscire a competere ad armi pari con i giganti dell'aeronautica statunitensi: Boeing, McDonnell Douglas e Lockheed Aircraft Corporation.
Il presidente di Airbus è Fabrice Brégier, e la sede principale è a Blagnac (nei pressi di Tolosa, in Francia). Ha circa 56 000 dipendenti e gli azionisti erano, fino al 2006, EADS (80%) e BAE Systems (20%). Airbus è passata da consorzio a impresa comune nel 2001. La EADS e la BAE Systems hanno trasferito tutte le loro attività collegate ad Airbus a una nuova società; in cambio le due ditte conferenti hanno ricevuto azioni di questa nuova società.
Per riuscire a raggiungere l'obiettivo di avere un "campione europeo" nel settore l'Europa ha concesso per anni condizioni vantaggiose, sotto forma di incentivi e sgravi fiscali ad Airbus stessa, tanto che la ditta è stata spesso protagonista dei round negoziali sul libero scambio (vedi GATT e OMC) tra Stati Uniti e Unione europea.
Nell'ottobre 2006 la BAE Systems ha ceduto a EADS la sua quota del 20% per 2,75 miliardi di euro, determinando il controllo al 100% della società da parte dell'acquirente.

### Creazione di un GIE
Il consorzio europeo di costruttori di aeromobili coinvolti nella sua creazione il 18 dicembre 1970, in forma di gruppo d'interesse economico (GIE), comprende Aérospatiale (Francia) e Deutsche Airbus (Germania). Aérospatiale nasce dalla recente fusione tra Sud Aviation e Nord Aviation, mentre la Deutsche Airbus nasce dal raggruppamento di Messerschmitt-Bölkow-Blohm e VFW-Fokker. Nonostante il ritiro del Regno Unito, la Hawker Siddeley conserva il subappalto delle ali.
CASA (Spagna) si è unito al GIE nel 1971 per sviluppare l'Airbus A300, che ha volato per la prima volta il 28 ottobre 1972.
British Aerospace ha aderito al consorzio nel 1979, all'epoca l'Airbus aveva una flotta di soli 81 aeromobili in servizio. La partecipazione degli Stati membri al consorzio è la seguente: 38% per i tedeschi, 38% per i francesi, 20% per i britannici e 4% per gli spagnoli. Belairbus (Belgio) e Fokker (Paesi Bassi) partecipano a determinati programmi di Airbus.

### Gli aerei "chiave"
Nel 1988, Airbus lancia l'Airbus A320, il primo aereo civile dotato di fly-by-wire, una caratteristica inizialmente molto controversa, in particolare attraverso l'esperienza sul Concorde. Questo è il primo aereo della sua categoria (ad unico corridoio o narrow-body da circa 150 posti) progettato dopo il Boeing 737 dal 1960. La famiglia A330-A340 è messa in servizio dal 1992 per ampliare la gamma a lungo raggio. Nel 2000 l'avvio dello sviluppo dell'A380 e la trasformazione della struttura giuridica di Airbus, da consorzio a S.A.S. (Société par actions simplifiée). Il 27 aprile 2005, alle 10:29, l'A380 è decollato per la prima volta dall'aeroporto di Toulouse-Blagnac. Il progetto A380 viene chiuso nel 2019 data l'insostenibilità e la crisi del settore aereo dovuta alla pandemia Covid.

### Gli anni 2000
Nel 2001, a seguito del consolidamento dell'industria aeronautica europea, il consorzio diventa una società integrata la cui proprietà è per l'80% di EADS (primo gruppo europeo del settore) e per il rimanente 20% di BAe (il secondo gruppo europeo).
Nel settembre 2006 l'EADS ha acquisito da British Aerospace la sua partecipazione del 20% nel capitale di Airbus. Alla fine di gennaio 2007, il mensile economico francese "Capital" ha annunciato che la Russia stava negoziando una partecipazione del 20% del costruttore europeo, attraverso una banca o una società di Stato russa (Vnechtorgbank e OAK).
Dopo le difficoltà finanziarie del gruppo, il francese Louis Gallois, capo della società dal 9 ottobre 2006, ha introdotto un piano di ristrutturazione ("Power 8") nel febbraio 2007. Il piano era stato preparato dal precedente président exécutif (Amministratore Delegato) di Airbus, Christian Streiff, che ha rassegnato le dimissioni dopo cento giorni del suo mandato.
Una relazione della commissione per gli affari economici del Senato, pubblicato nel giugno 2007, presenta la situazione della società e esamina le modalità di recupero.
Dopo l'acquisto della società danese Satair la struttura del Service è stata unificata tutta sotto questa società.

### Dirigenti di Airbus
Amministratori Delegati:
- Henri Ziegler: 1970-1975
- Bernard Lathière: 1975-1984
- Roger Béteille: gennaio 1985-marzo 1985
- Jean Pierson: 1985-aprile 1998
- Noël Forgeard: aprile 1998-luglio 2001

Presidenti:
- Noël Forgeard: luglio 2001-giugno 2005
- Gustav Humbert: giugno 2005-luglio 2006
- Christian Streiff: luglio 2006-ottobre 2006
- Louis Gallois: ottobre 2006-agosto 2007
- Thomas Enders: agosto 2007-giugno 2012
- Fabrice Brégier: giugno 2012-febbraio 2018
- Guillaume Faury: da febbraio 2018

## Airbus Worldwide
- 12 Uffici Airbus:
  -  3x Tolosa
  -  Siviglia
  -  Mosca
  -  Dubai
  -  Bangalore
  -  Singapore
  -  Pechino
  -  Tokyo
  -  Sydney
  -  Washington
- 11 Siti di produzione:

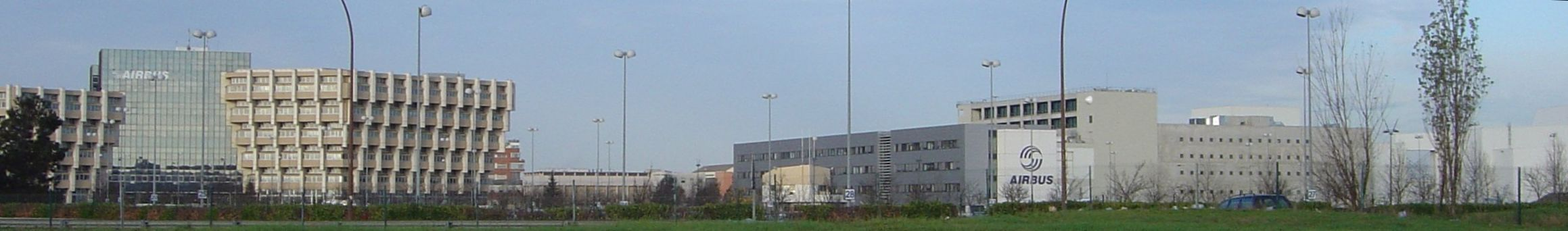
Lo stabilimento principale dell'Airbus situato a Tolosa vicino all'aeroporto di Toulouse-Blagnac.

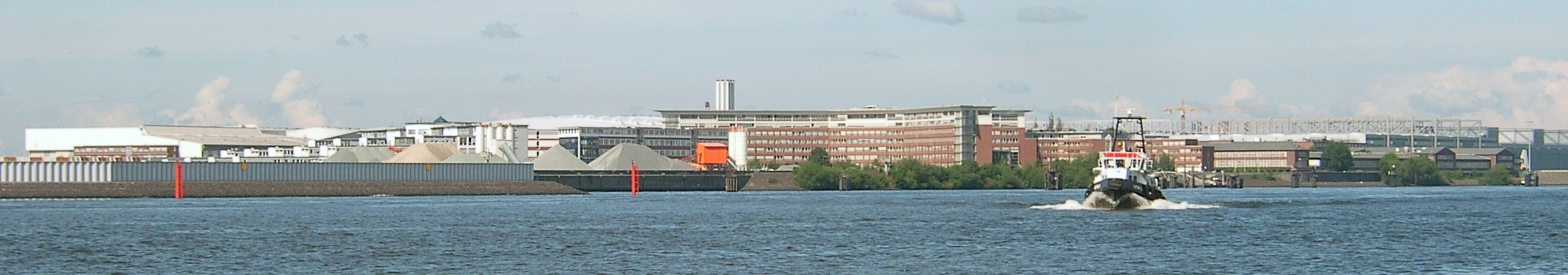
Lo stabilimento dell'Airbus situato ad Amburgo vicino all'aeroporto di Hamburg-Finkenwerder.

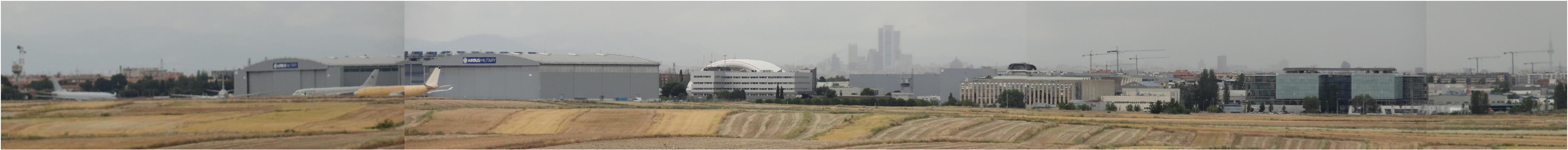
Lo stabilimento dell'Airbus situato a Getafe.

  -  3x (Nantes, Saint Nazaire, Tolosa)
  -  3x (Getafe, Illescas, Puerto Real)
  -  3x (Amburgo, Brema, Stade)
  -  2x (Broughton, Filton)
- 12 Uffici di progettazione e centri di ingegneria:
  -  Tolosa
  -  2x Amburgo, Brema
  -  Filton
  -  Getafe
  -  Mosca
  -  Bangalore
  -  Singapore
  -  2x Mobile, 2x Wichita
- 7 Linee di assemblaggio finale:
  -  Tolosa (3 linee di assemblaggio per gli A320, A330, A340 (produzione terminata), A380 (produzione terminata) e A350)
  -  Amburgo (1 linea di assemblaggio per A318, A319 e A321)
  -  Siviglia (1 linea di assemblaggio per l'Airbus A400M)
  -  Pechino (1 linea di assemblaggio per A320)
  -  Mobile (1 linea di assemblaggio per A320)

## Aerei

### Versioni e varianti
| Famiglia          | Aeromobile        | Descrizione                                                           | Posti (min-max) | Data di lancio | Primo volo        | Prima consegna |
| ----------------- | ----------------- | --------------------------------------------------------------------- | --------------- | -------------- | ----------------- | -------------- |
| A220              | A220-100 A220-300 | 2 motori, corsia singola                                              | 108-130         |                | 16 settembre 2013 | luglio 2016    |
| A300 A310         | A300-600          | 2 motori, corsie gemelle                                              | 266-298         | maggio 1969    | 28 ottobre 1972   | maggio 1974    |
| A310              |                   | 2 motori, corsie gemelle, A300 modificato e accorciato di 7,42 m      | 220-247         | luglio 1978    | 3 aprile 1982     | dicembre 1985  |
| A320 A320neo      | A318              | 2 motori, corsia singola, versione accorciata di 6,17 m dell'A320     | 107-117         | aprile 1999    | 15 gennaio 2002   | ottobre 2003   |
| A320 A320neo      | A319              | 2 motori, corsia singola, versione accorciata di 3,77 m dell'A320     | 124-134         | giugno 1993    | 25 agosto 1995    | aprile 1996    |
| A320 A320neo      | A320              | 2 motori, corsia singola                                              | 150-165         | marzo 1984     | 22 febbraio 1987  | marzo 1988     |
| A320 A320neo      | A321              | 2 motori, corsia singola, versione allungata di 6,94 m dell'A320      | 185-199         | novembre 1989  | 11 marzo 1993     | gennaio 1994   |
| A330 A330neo A340 | A330-200          | 2 motori, corsie gemelle, versione accorciata di 4,8 m dell'A330-300  | 253-380         | novembre 1995  | 13 agosto 1997    | aprile 1998    |
| A330 A330neo A340 | A330-300          | 2 motori, corsie gemelle                                              | 295-440         | giugno 1987    | 2 novembre 1992   | dicembre 1993  |
| A330 A330neo A340 | A330-800          | 2 motori, corsie gemelle, versione aggiornata dell'A330-200           | 220-406         | luglio 2014    | 6 novembre 2018   | novembre 2020  |
| A330 A330neo A340 | A330-900          | 2 motori, corsie gemelle, versione aggiornata dell'A330-300           | 260-460         | luglio 2014    | 19 ottobre 2017   | novembre 2018  |
| A330 A330neo A340 | A340-200          | 4 motori, corsie gemelle, versione accorciata di 4,21 m dell'A340-300 | 240-375         | giugno 1987    | 1º aprile 1992    | gennaio 1993   |
| A330 A330neo A340 | A340-300          | 4 motori, corsie gemelle                                              | 295-375         | giugno 1987    | 25 ottobre 1991   | luglio 1993    |
| A330 A330neo A340 | A340-500          | 4 motori, corsie gemelle, versione allungata di 4,3 m dell'A340-300   | 313-375         | dicembre 1997  | febbraio 2002     | settembre 2003 |
| A330 A330neo A340 | A340-600          | 4 motori, corsie gemelle, versione allungata di 11,7 m dell'A340-300  | 380-440         | dicembre 1997  | aprile 2001       | ottobre 2002   |
| A350 XWB          | A350-800          | 2 motori, corsie gemelle, versione accorciata di 6,3 m dell'A350-900  | 276-440         | ottobre 2005   | Cancellato        | Cancellato     |
| A350 XWB          | A350-900          | 2 motori, corsie gemelle                                              | 315-475         | ottobre 2005   | 14 giugno 2013    | ottobre 2014   |
| A350 XWB          | A350-1000         | 2 motori, corsie gemelle, versione allungata di 7 m dell'A350-900     | 369-550         | ottobre 2005   | 2016              | 2017           |
| A380              | A380-800          | 4 motori, corsie gemelle, due piani                                   | 525-853         | luglio 2002    | 27 aprile 2005    | ottobre 2007   |
| AEPA              | ACJ Family        | versioni business dell'A318-A319-A320-A321                            | 19-50           |                |                   |                |
| AEPA              | VIP Widebodies    | versioni business dell'A330-A340-350-A380                             | 60-120          |                |                   |                |
| A300 A310         | A300-600F         | 2 motori, versione cargo dell'A300-600                                | cargo 55 t.     |                | 1985              | 1986           |
| A300 A310         | A300-600ST Beluga | 2 motori, versione cargo modificata dell'A300-600                     | cargo 47 t.     | 1992           | settembre 1994    | gennaio 1996   |
| A330 A340         | A330-200F         | 2 motori, versione cargo dell'A330-200                                | cargo 69 t.     | 1992           | 2007              | 2009           |
| MRTT              | A310 MRTT         | 2 motori, versione militare multiruolo dell'A310-300                  | militare        |                | dicembre 2003     | ottobre 2004   |
| MRTT              | A330 MRTT         | 2 motori, versione militare multiruolo dell'A330-200                  | militare        |                |                   |                |
| A400M             | A400M             | 4 motori, aereo militare da trasporto tattico                         | militare        | 2003           | 2008              | 2009           |

| Famiglia | Aeromobile | Posti (min-max) | Lunghezza (m) | Altezza (m) | Diametro (m) | Apertura alare (m) | Superficie alare (m²) | Raggio (km) | Velocità max (km/h) | Peso max al decollo (t) | Peso max all'atterraggio (t) | Capacità carburante (dm³) | Distanza di decollo (m) |
| -------- | ---------- | --------------- | ------------- | ----------- | ------------ | ------------------ | --------------------- | ----------- | ------------------- | ----------------------- | ---------------------------- | ------------------------- | ----------------------- |
| A300     | A300-600   | 220-375         | 54,08         | 16,62       | 5,64         | 44,85              | 260                   | 7 540       | 876                 | 171,7                   | 140                          | 68 150                    | 2 324                   |
| A310     | A310-300   | 218-280         | 46,66         | 15,80       | 5,64         | 43,9               | 219                   | 9 600       | 901                 | 164                     | 124                          | 75 470                    | 2 300                   |
| A320     | A318-100   | 107-136         | 31,45         | 12,56       | 3,95         | 34,1               | 122,6                 | 5 950       | 871                 | 68                      | 57,5                         | 24 210                    | 1 828                   |
| A320     | A319-100   | 124-156         | 33,84         | 11,76       | 3,95         | 34,1               | 122,6                 | 6 800       | 871                 | 75,5                    | 62,5                         | 24 210                    | 2 164                   |
| A320     | A320-200   | 150-180         | 37,57         | 11,76       | 3,95         | 34,1               | 122,6                 | 6 400       | 871                 | 78                      | 66                           | 24 210                    | 2 090                   |
| A320     | A321-200   | 185-220         | 44,51         | 11,76       | 3,95         | 34,1               | 122,6                 | 6 200       | 871                 | 93,5                    | 77,8                         | 24 050                    | 2 560                   |
| A330     | A330-200   | 253-380         | 58,82         | 17,39       | 5,64         | 60,3               | 361,6                 | 13 900      | 913                 | 240                     | 182                          | 139 000                   | 2 770                   |
| A330     | A330-300   | 295-440         | 63,69         | 16,83       | 5,64         | 60,3               | 361,6                 | 11 900      | 913                 | 240                     | 187                          | 97 530                    | 2 770                   |
| A340     | A340-200   | 240-420         | 59,39         | 16,7        | 5,64         | 60,3               | 361,6                 | 15 000      | 913                 | 275                     | 185                          | 155 040                   | 2 990                   |
| A340     | A340-300   | 295-440         | 63,6          | 16,85       | 5,64         | 60,3               | 361,6                 | 13 700      | 913                 | 276,5                   | 190                          | 147 850                   | 3 100                   |
| A340     | A340-500   | 313-375         | 67,9          | 17,1        | 5,64         | 63,45              | 439,4                 | 16 000      | 913                 | 372                     | 243                          | 214 810                   | 3 050                   |
| A340     | A340-600   | 380-520         | 75,3          | 17,3        | 5,64         | 63,45              | 349,4                 | 14 200      | 913                 | 368                     | 259                          | 195 880                   | 3 100                   |
| A350 XWB | A350-800   | 270-440         | 60,54         | 17,05       | 5,96         | 64,8               | 443                   | 15 700      | 945                 | 259                     | 193                          | 129 000                   | 2 500                   |
| A350 XWB | A350-900   | 314-475         | 66,89         | 17,05       | 5,96         | 64,8               | 443                   | 15 000      | 945                 | 268                     | 205                          | 138 000                   | 2 700                   |
| A350 XWB | A350-1000  | 350-550         | 73,88         | 17,05       | 5,96         | 64,8               | 460                   | 15 600      | 945                 | 308                     | 233                          | 156 000                   | 2 800                   |
| A380     | A380-800   | 525-853         | 72,73         | 24,45       | 6,54         | 79,75              | 845                   | 15 700      | 945                 | 560                     | 386                          | 320 000                   | 2 750                   |

### Ordini e consegne
| Modello     | A220 | A300 | A310 | A318 | A319  | A320  | A321  | A330  | A340 | A350 | A380 | TOTALE |
| ----------- | ---- | ---- | ---- | ---- | ----- | ----- | ----- | ----- | ---- | ---- | ---- | ------ |
| Ordinati    | 643  | 561  | 255  | 80   | 1 556 | 8 577 | 5 470 | 1 818 | 377  | 913  | 251  | 20 501 |
| Consegnati  | 179  | 561  | 255  | 80   | 1 488 | 6 099 | 2 399 | 1 521 | 377  | 443  | 249  | 13 651 |
| In servizio | 179  | 229  | 54   | 60   | 1 382 | 5 671 | 2 355 | 1 440 | 214  | 443  | 244  | 12 271 |

Airbus ha consegnato il primo aeromobile il 10 maggio 1974, un Airbus A300B2 all'Air France

Il 1 000º aereo è stato consegnato il 25 marzo 1993, un Airbus A340-300 all'Air France.

Il 2 000º aereo è stato consegnato nel 18 maggio 1999, un Airbus A340-300 alla Lufthansa.

Il 3 000º aereo è stato consegnato nel 19 luglio 2002, un Airbus A320 a JetBlue Airways.

Il 4 000º aereo è stato consegnato il 9 settembre 2005, un Airbus A330-300 alla Lufthansa

Il 5 000º aereo è stato consegnato il 13 dicembre 2007, un Airbus A330-200 alla Qantas

Il 6 000º aereo è stato consegnato il 18 gennaio 2010, un Airbus A380-800 alla Emirates

Il 7 000º aereo è stato consegnato il 12 dicembre 2011, un Airbus A321 a US Airways

L'8 000º aereo è stato consegnato il 5 agosto 2013, un Airbus A320 alla AirAsia

Il 9 000° aereo è stato consegnato il 21 marzo 2014, un Airbus A321 alla VietJet Air.

Il 10 000° aereo è stato consegnato il 14 ottobre 2016, un Airbus A350-900 alla Singapore Airlines.
L'11 000° aereo è stato consegnato a marzo 2018, un Airbus A320 alla Frontier Airlines.
Il 12 000° aereo è stato consegnato a maggio 2019, un Airbus A220 all Delta Airlines.

### Airbus aircraft numbering system
Il sistema di numerazione prevede che il nome del modello sia seguito da un trattino e da 3 cifre.

Il primo numero dopo il tratto indica la serie, il secondo il motore ed il terzo la versione del motore.

Ad esempio l'Airbus A320-214: il 2 indica la serie -200, l'1 indica il motore prodotto dalla CFM International e il 4 indica la versione CFM 56-5B4.

A volte è utilizzata anche una lettera finale: 'C' per i modelli combi (passeggeri/cargo), 'F' per i modelli cargo, 'R' per i modelli a lungo raggio, e 'X' per i modelli enhanced.
| Codice | Produttore                                                                      | Aeromobili                            |
| ------ | ------------------------------------------------------------------------------- | ------------------------------------- |
| 0      | GE Aviation (GE)                                                                | A300, A310, A330                      |
| 1      | CFM International (CFM)                                                         | A318, A319, A320, A321, A340          |
| 2      | Pratt & Whitney (P&W)                                                           | A300, A310, A318, A330, A320neo, A220 |
| 3      | IAE International Aero Engines AG (IAE)                                         | A319, A320, A321                      |
| 4      | Rolls-Royce plc (RR)                                                            | A330, A340, A350, A380                |
| 5      | CFM International (CFM) (CFM-I LEAP-1A for the A320neo Family)                  | A320neo Family                        |
| 6      | Engine Alliance LLC (EA)                                                        | A380                                  |
| 7      | Pratt & Whitney (P&W) (PW1100G for the A320neo Family and PW1500G for the A220) | A320neo Family, A220                  |

### Prezzi
| Modello | A318 | A319 | A320  | A321  | A319neo | A320neo | A321neo |
| ------- | ---- | ---- | ----- | ----- | ------- | ------- | ------- |
| Prezzo  | 77,4 | 92,3 | 101,0 | 118,3 | 101,5   | 110,6   | 129,5   |

| Modello | A330-200 | A330-200F | A330-300 | A330-800neo | A330-900neo | A350-800 | A350-900 | A350-1000 | A380-800 |
| ------- | -------- | --------- | -------- | ----------- | ----------- | -------- | -------- | --------- | -------- |
| Prezzo  | 238,5    | 241,7     | 264,2    | 259,9       | 296,4       | 280,6    | 317,4    | 366,5     | 445,6    |

### Incidenti
| Modello          | A300 | A310 | A318 | A319 | A320 | A321 | A330 | A340 | A380 |
| ---------------- | ---- | ---- | ---- | ---- | ---- | ---- | ---- | ---- | ---- |
| Aerei distrutti  | 35   | 12   | 0    | 3    | 36   | 6    | 13   | 6    | 0    |
| Totale incidenti | 75   | 30   | 7    | 219  | 554  | 194  | 412  | 17   | 65   |

Tutti i dati relativi agli incidenti sono indicativi.
Progetti in corso:
•Airbus A321XLR
•Airbus A220-500

## Loghi

Il logo di Airbus (1970-2010)
Il logo di Airbus (2010-2014)
Il logo di Airbus (2014-2017)
Il logo di Airbus (2017-presente)

## Galleria d'immagini

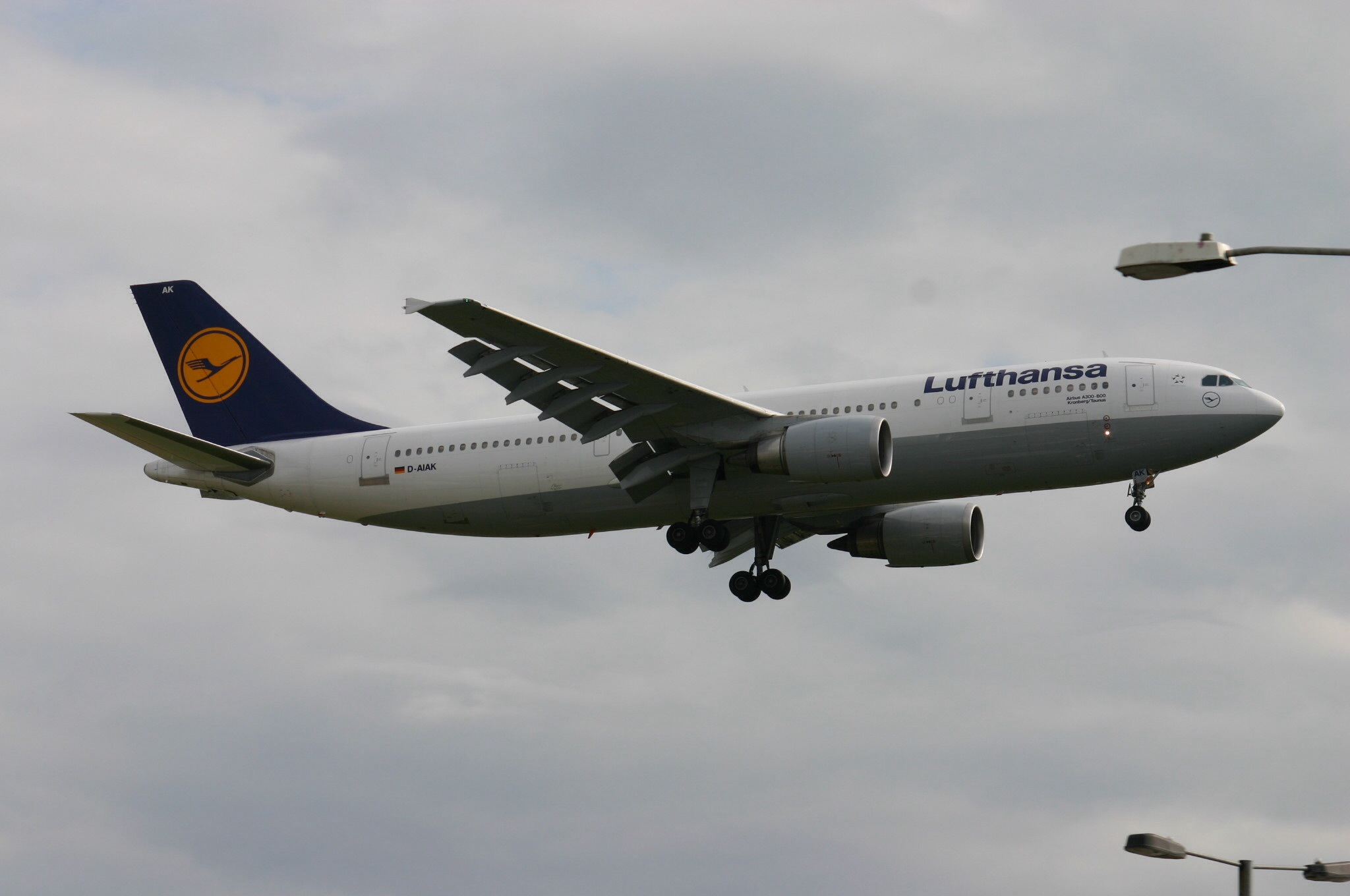
Un A300 della Lufthansa
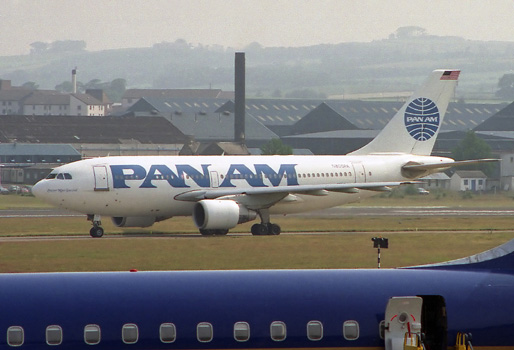
Un A310 della Pan Am
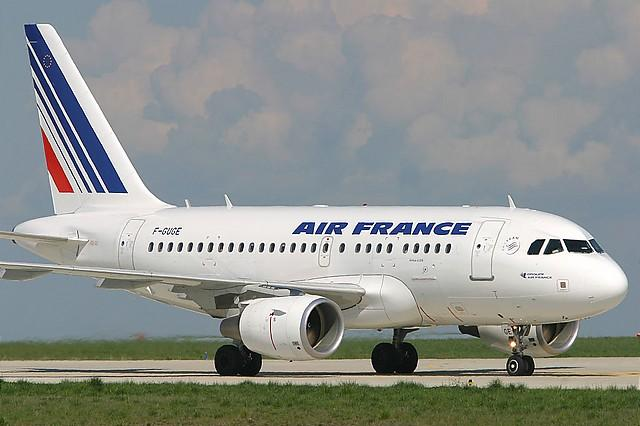
Un A318 della Air France
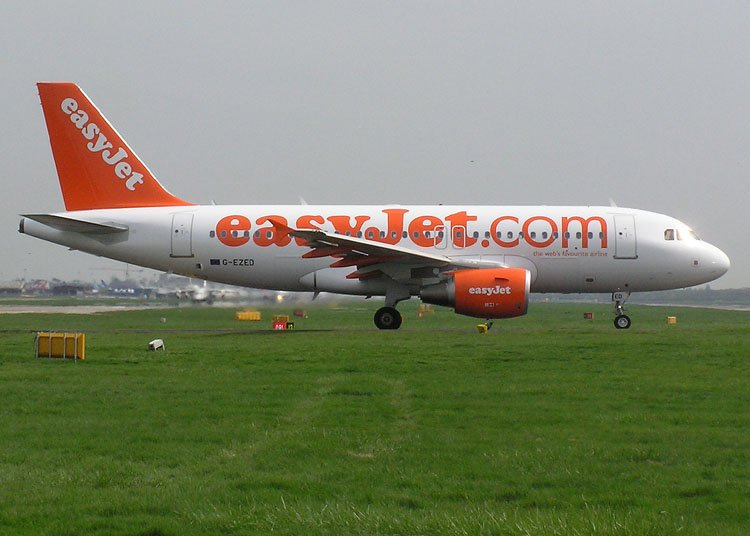
Un A319 della easyJet
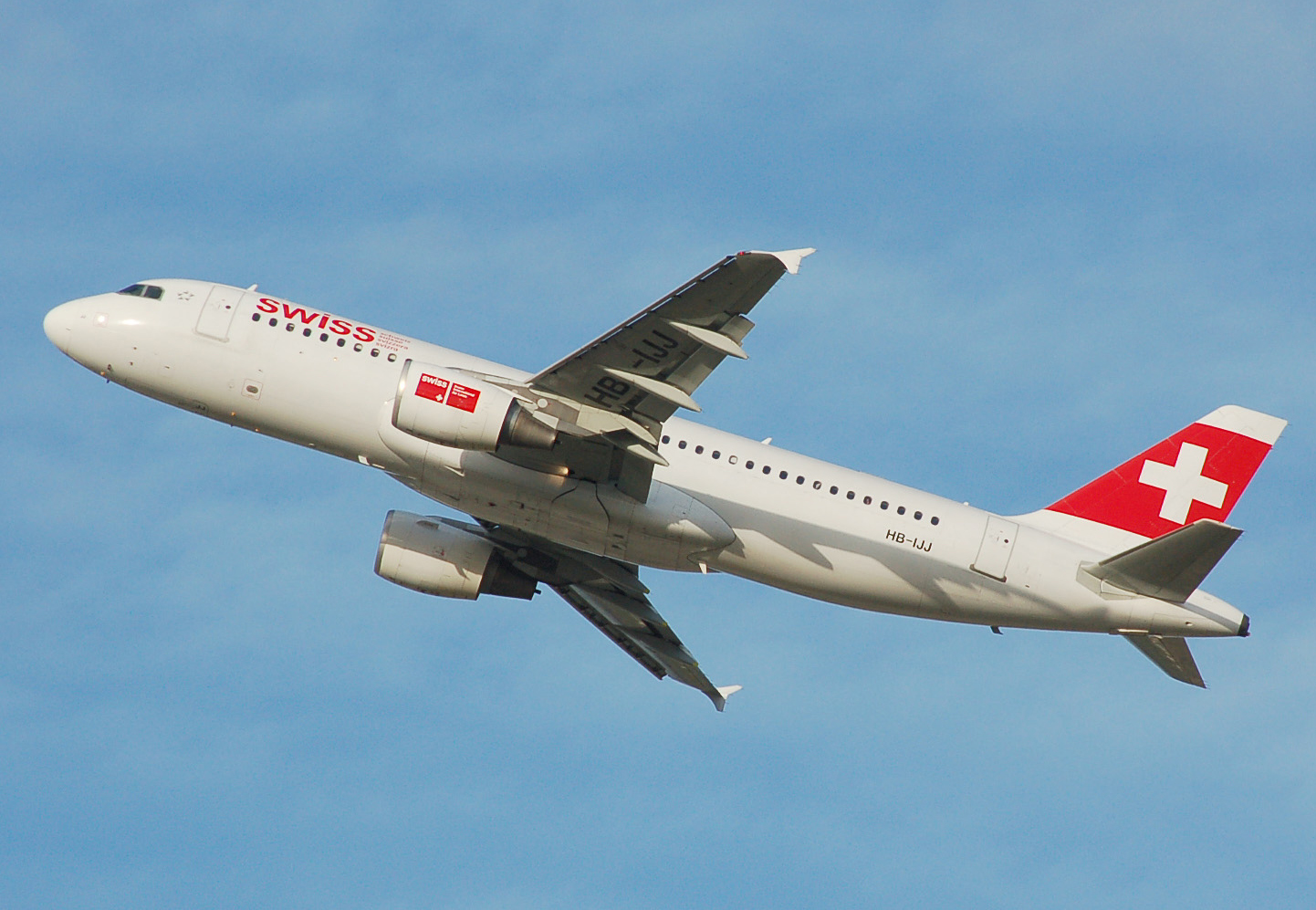
Un A320 della Swiss
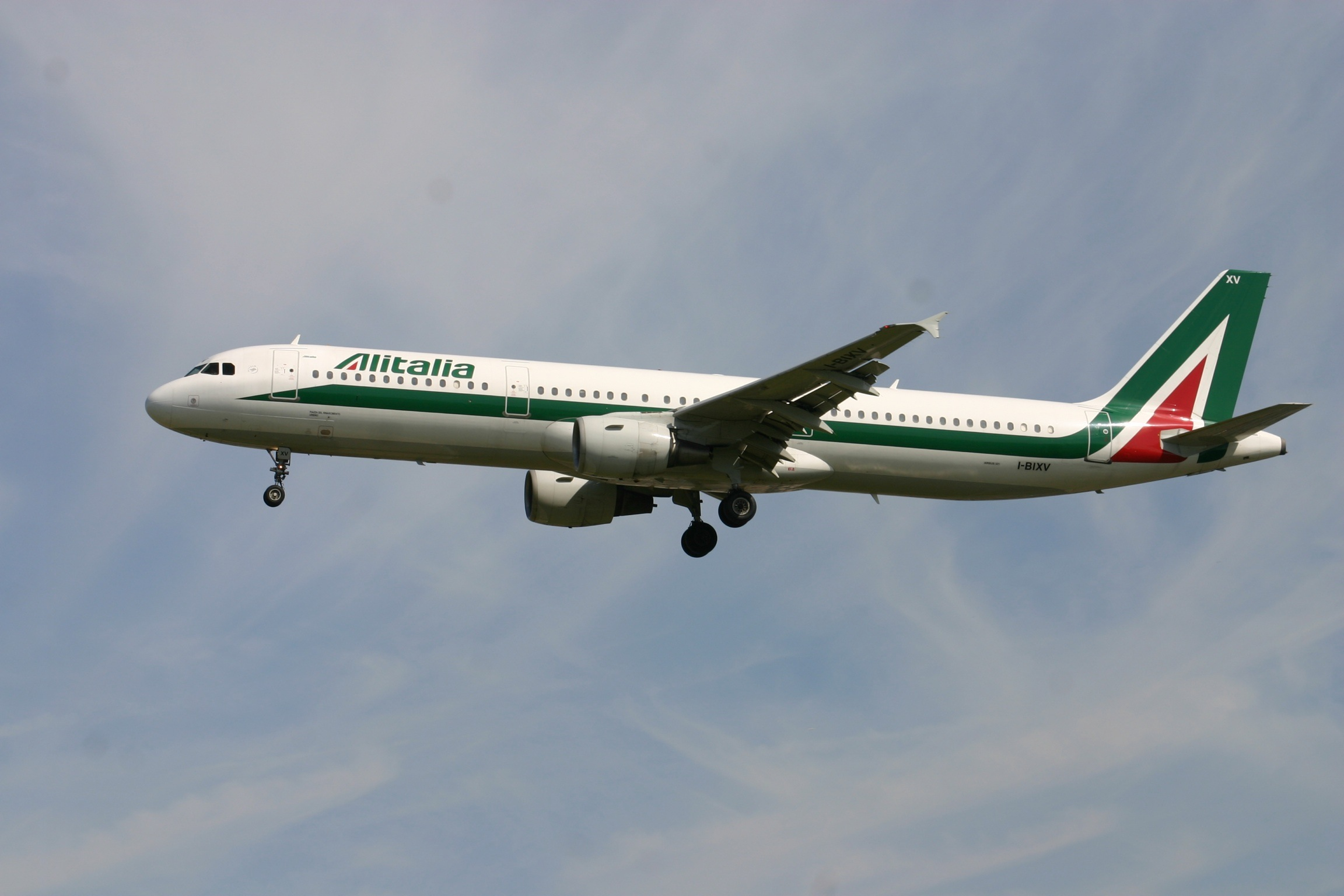
Un A321 di Alitalia
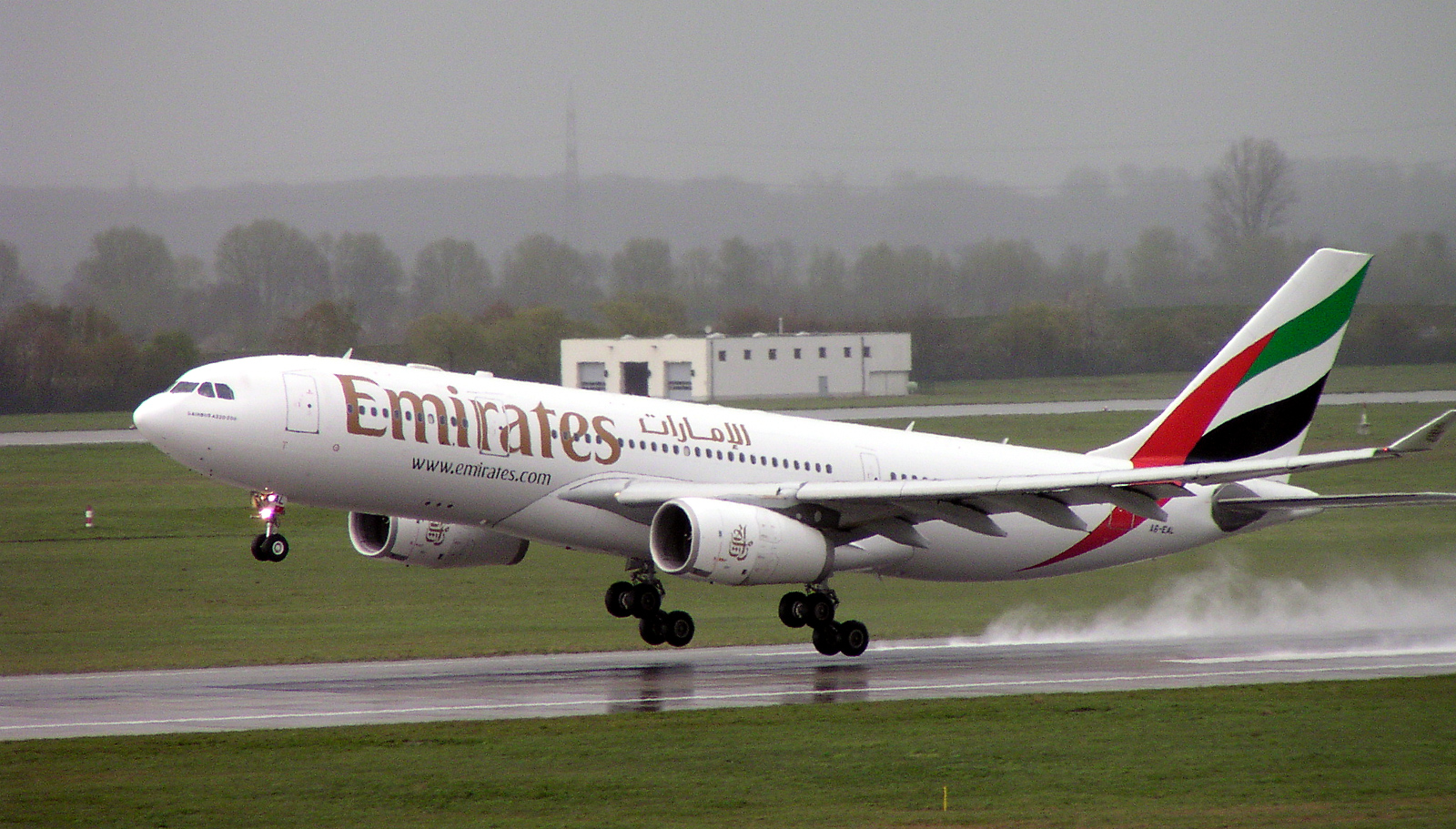
Un A330 della Emirates
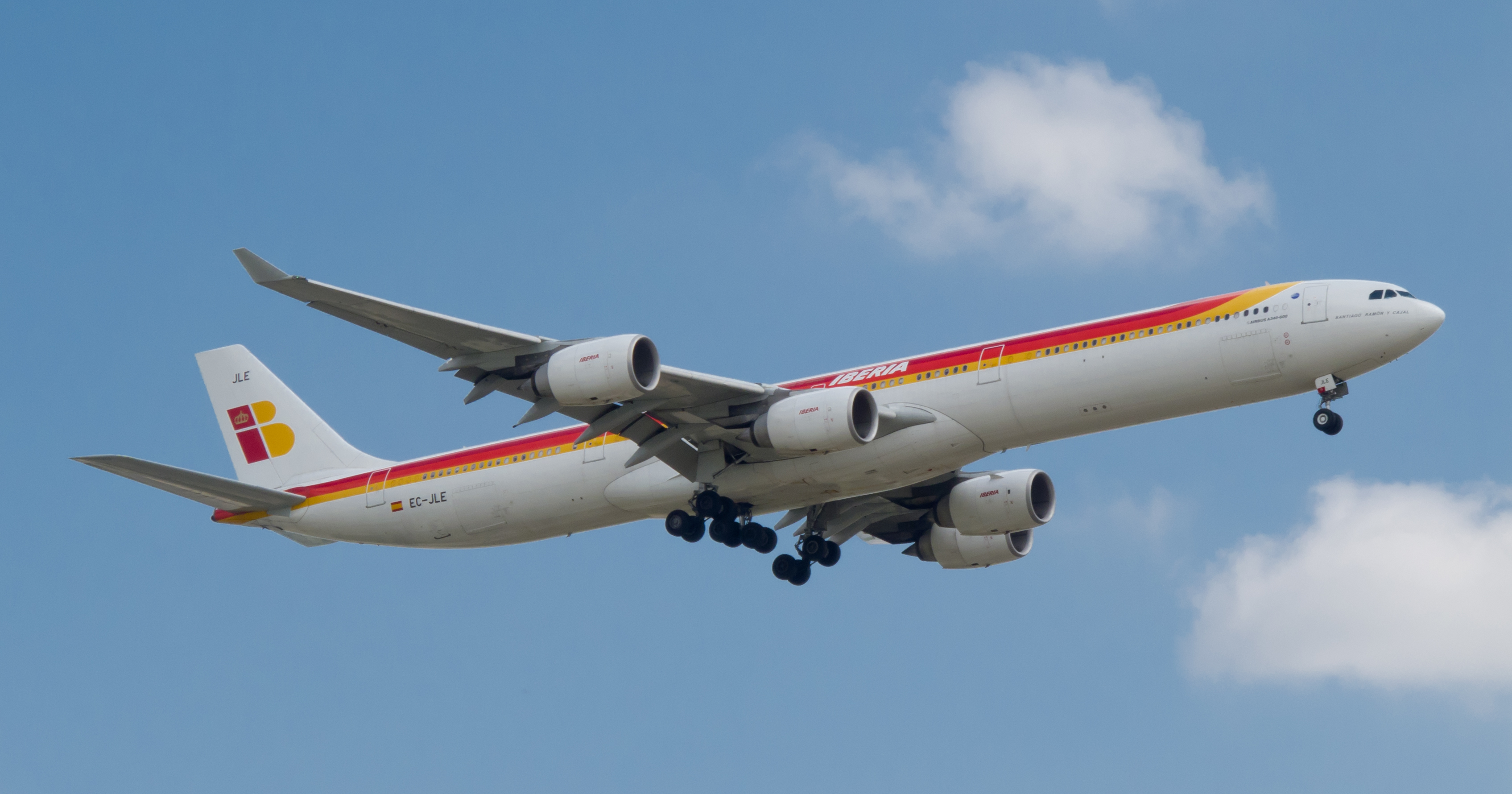
Un A340 di Iberia
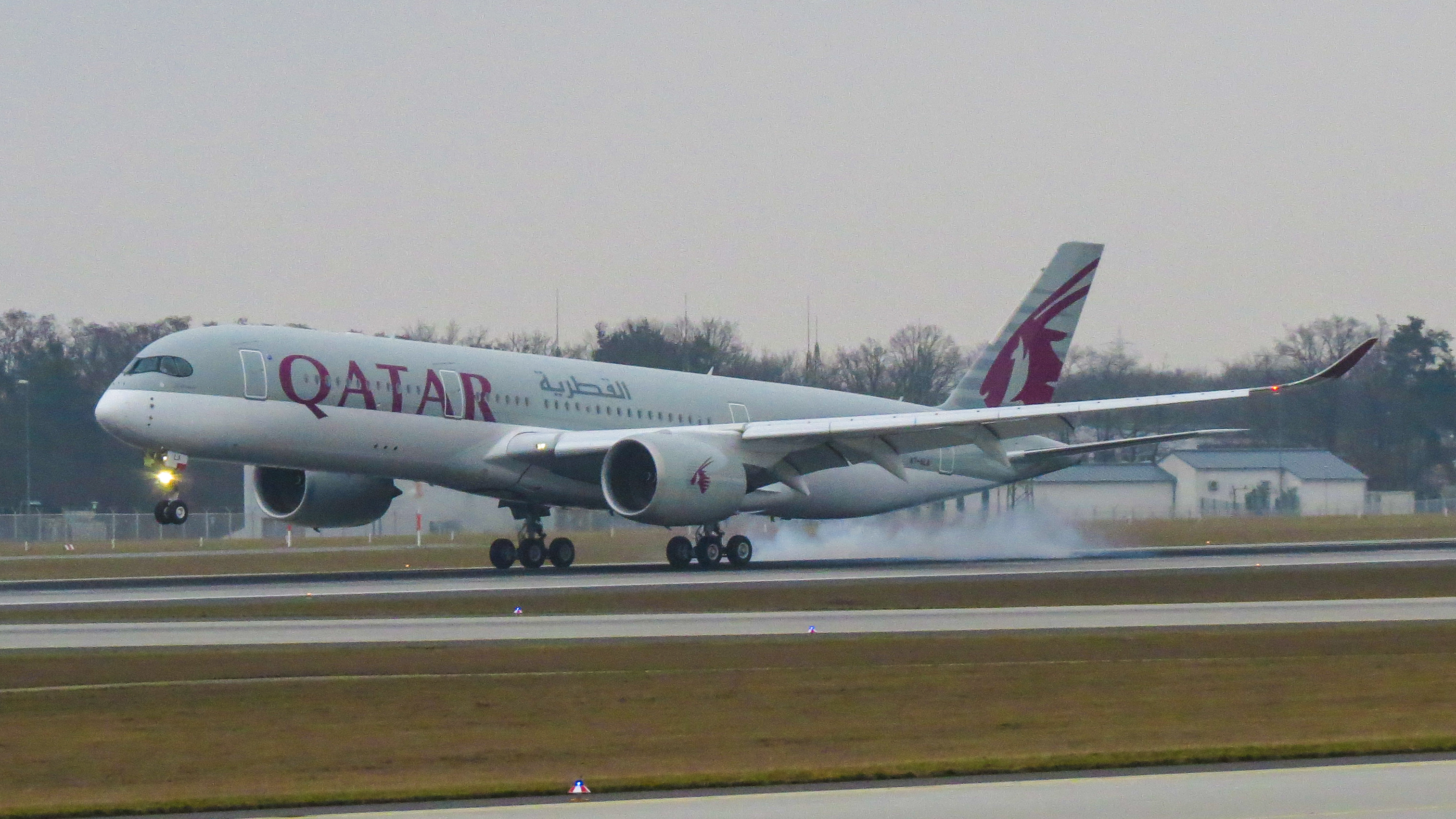
Un A350 XWB della Qatar Airways
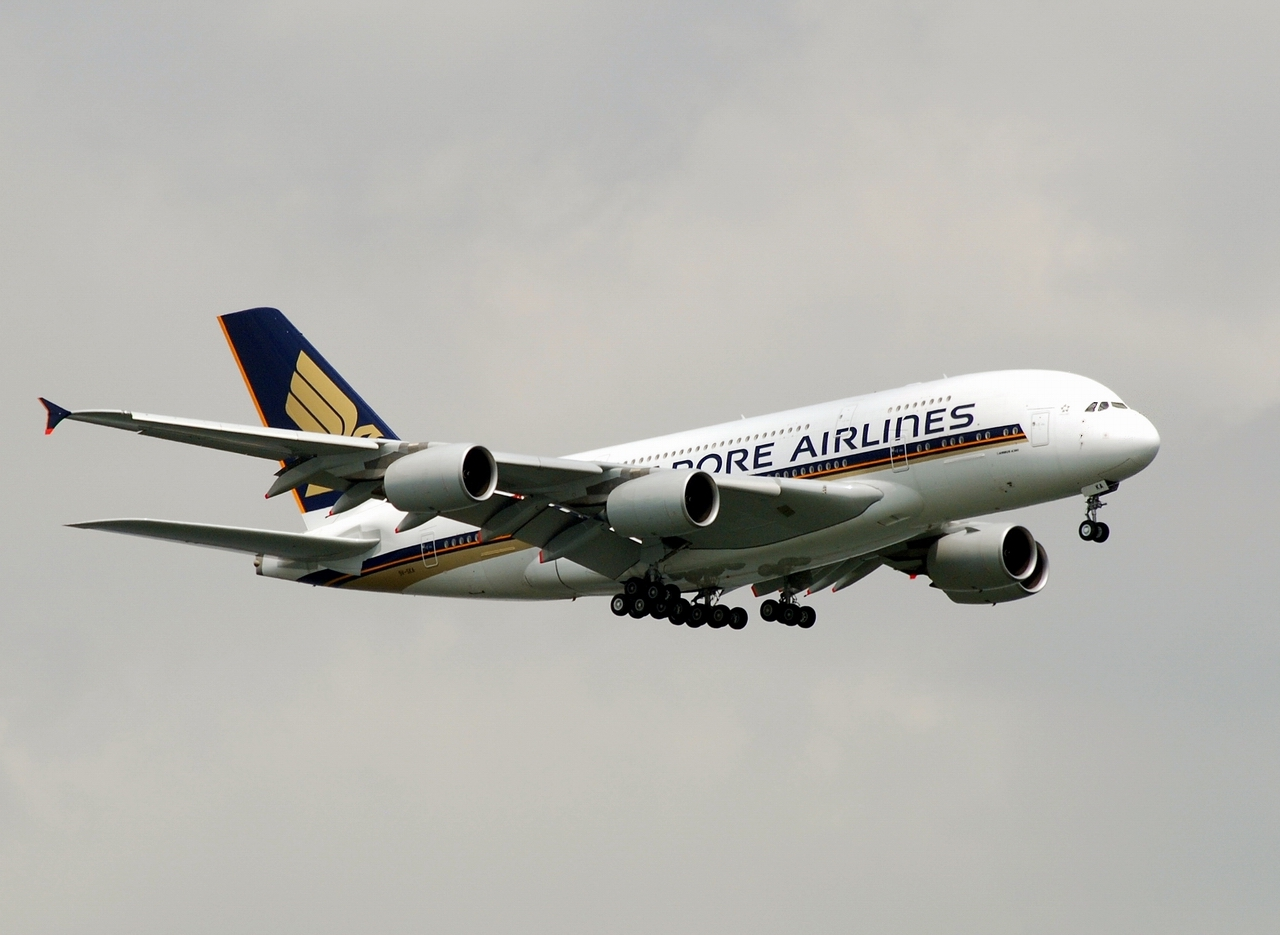
Un A380 della Singapore Airlines
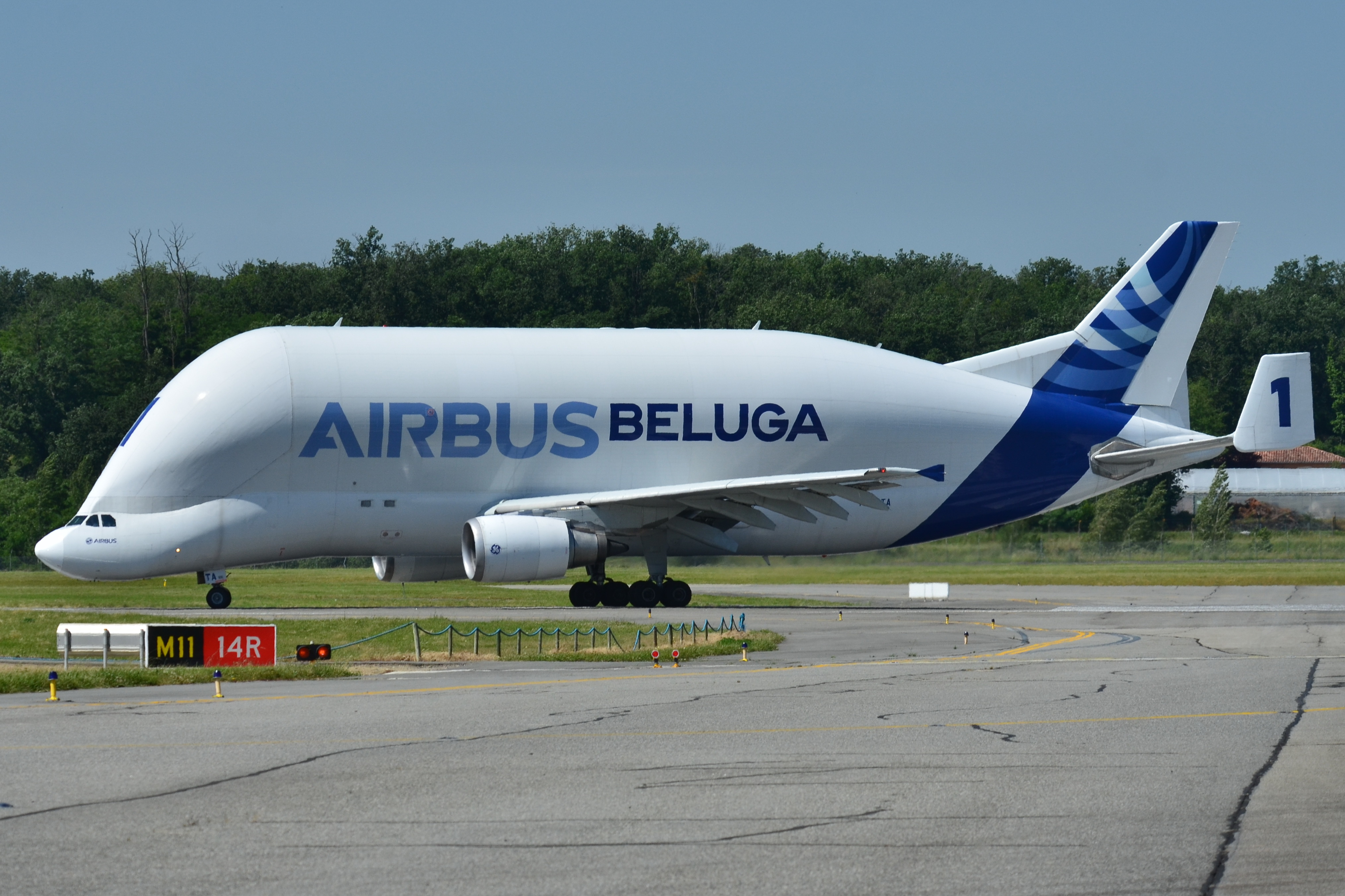
Un A300ST Beluga
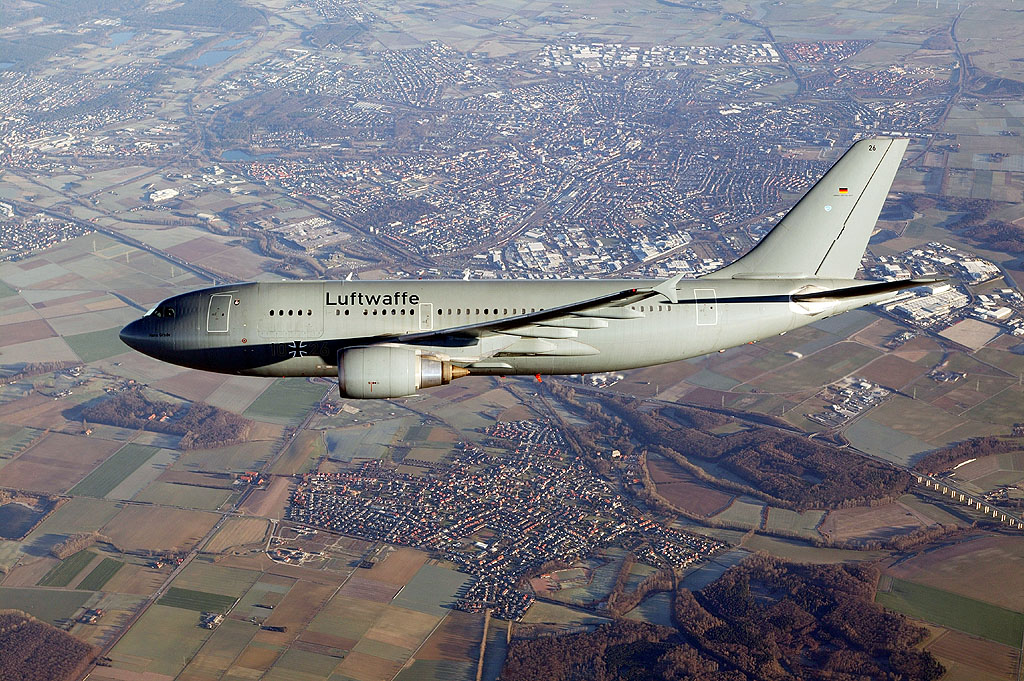
Un A310MRTT della Luftwaffe
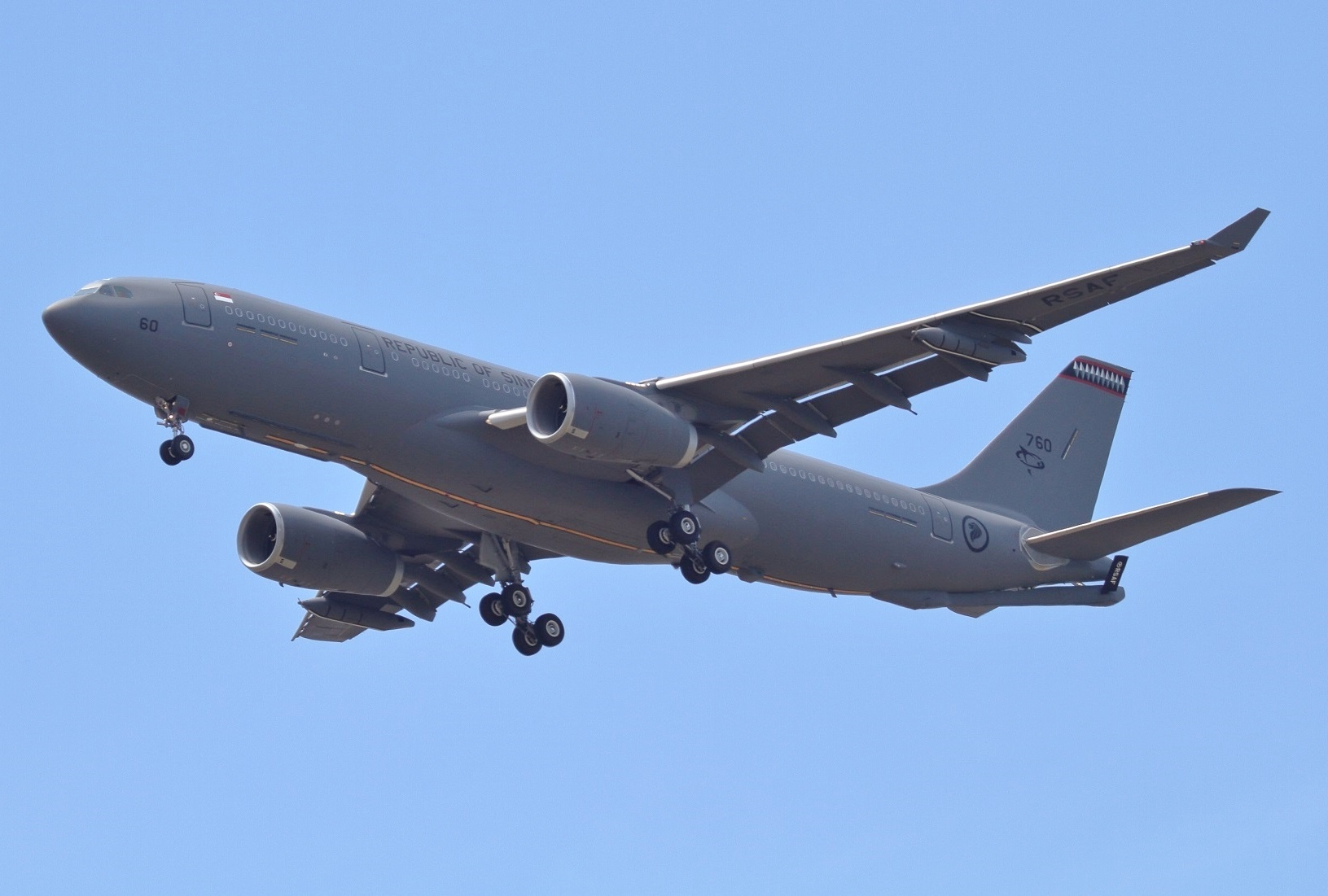
Un A330MRTT
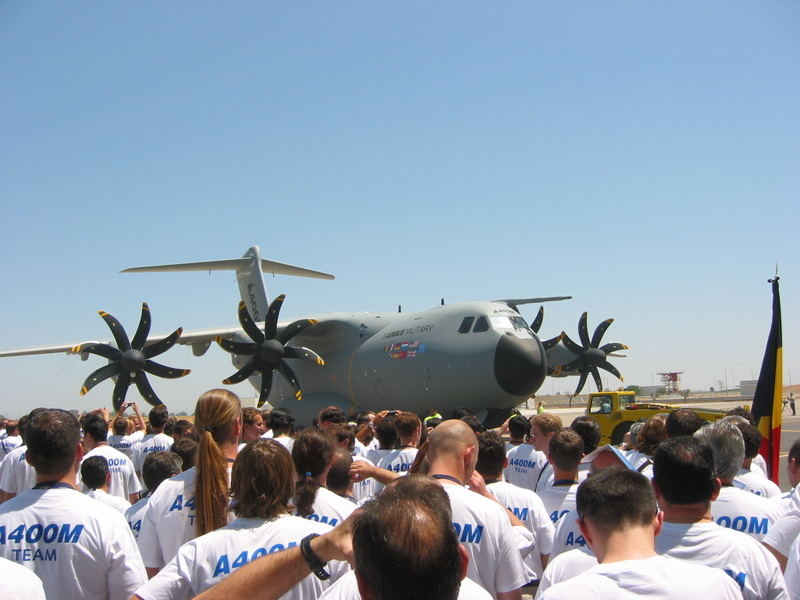
Un A400M